# Джонатан Сміт (тенісист)
Джонатан Сміт (англ. Jonathan Smith; нар. 29 січня 1955) — колишній британський тенісист.
Найвищу одиночну позицію світового рейтингу — 130 місце досяг 4 січня 1981, парну — 98 місце — 3 січня 1983 року.
Здобув 2 парні титули.
Найвищим досягненням на турнірах Великого шолома був півфінал в парному розряді.

## Фінали за кар'єру

### Парний розряд (2–5)
| Результат | W-L | Дата     | Турнір                   | Покриття   | Партнер         | Суперники                      | Рахунок       |
| --------- | --- | -------- | ------------------------ | ---------- | --------------- | ------------------------------ | ------------- |
| Поразка   | 0–1 | Січ 1977 | Окленд, Нова Зеландія    | Трава      | Пітер Ланґсфорд | Кріс Льюїс Расселл Сімпсон     | 6–7, 4–6      |
| Поразка   | 0–2 | Січ 1979 | Окленд, Нова Зеландія    | Тверде     | Ендрю Джарретт  | Бернард Міттон Кім Ворвік      | 3–6, 6–2, 3–6 |
| Поразка   | 0–3 | Вер 1980 | Борнмут, Велика Британія | Ґрунт      | Ендрю Джарретт  | Едді Едвардс Крейґ Едвардс     | 3–6, 7–6, 6–8 |
| Поразка   | 0–4 | Лис 1981 | Париж, Франція           | Тверде (i) | Ендрю Джарретт  | Іліє Настасе Яннік Ноа         | 4–6, 4–6      |
| Поразка   | 0–5 | Січ 1982 | Аделаїда, Австралія      | Трава      | Ендрю Джарретт  | Марк Едмондсон Кім Ворвік      | 5–7, 6–4, 6–7 |
| Перемога  | 1–5 | Січ 1982 | Окленд, Нова Зеландія    | Тверде     | Ендрю Джарретт  | Ларрі Стефанкі Роберт Вант Гоф | 7–5, 7–6      |
| Перемога  | 2–5 | Гру 1982 | Мельбурн, Австралія      | Трава      | Едді Едвардс    | Бродерік Дайк Вейн Гемпсон     | 7–6, 6–3      |

## Місцеві турніри

### Одиночний розряд (3 перемоги)
| Результат | W-L | Дата | Турнір                     | Покриття  | Суперник      | Рахунок       |
| --------- | --- | ---- | -------------------------- | --------- | ------------- | ------------- |
| Перемога  | 1.  | 1975 | Ексмут, Велика Британія    | Трава     | Пітер Фішер   | 7–6, 1–6, 6–3 |
| Перемога  | 2.  | 1977 | Guildford, Велика Британія | Ґрунт     | Роган Бівен   | 6–0, 6–4      |
| Перемога  | 3.  | 1978 | Torquay, Велика Британія   | Килим (i) | Джон Вайтфорд | 2–6, 7–6, 6–3 |